# Commission scolaire des Sommets
 (septembre 2020).
Pour les raisons suivantes :
- Les commissions scolaires québécoises étaient une forme de gouvernement local composé de commissaires élus et disposant de pouvoirs de taxation. Leur admissibilité dans Wikipédia est bien établie.
- Par contre, les centres de service scolaires sont plutôt des centres administratifs relevant du ministère de l'Éducation. Leur mode de gestion et leurs pouvoirs sont différents de ceux des commissions scolaires. Leur admissibilité selon les critères de Wikipédia n'a pas encore été démontrée.
- Vu leur nature différente, les éventuels articles sur les centres de services scolaires devraient être distincts de ceux des commissions scolaires, et non des renommages de ceux-ci.
- Les contributeurs sont invités à discuter de ce sujet sur Discussion Projet:Québec.

La Commission scolaire des Sommets est l'ancienne commission scolaire québécoise. Elle est abolie le 15 juin 2020, et remplacée par un Centre de services scolaire au Le Val-Saint-François , Les Sources et Memphrémagog
dans l'Estrie.

## District 1 (Les Sources)
(sauf Saint-Camille, partie Sud),
| Nom                      | Écoles |
| ------------------------ | --- |
| Asbestos                 | École primaire de la Passerelle, École primaire de la Tourelle, École secondaire de l'Escale, Centre de formation professionnelle de l'Asbesterie et Centre d'éducation des adultes des Sommets |
| Danville                 | École primaire Masson |
| Ham-Sud                  | |
| Saint-Adrien             | École primaire Notre-Dame-de-Lourdes |
| Saint-Camille            | École primaire du Christ-Roi |
| Saint-Georges-de-Windsor | École primaire Notre-Dame-de-l'Assomption |
| Wotton                   | École primaire Hamelin |

## Districts 2 et 3

### Le Val-Saint-François
(sauf Saint-Denis-de-Brompton, Stoke)
| Nom                               | Écoles |
| --------------------------------- | --- |
| Bonsecours                        | École primaire Notre-Dame-de-Bonsecours |
| Cleveland                         | |
| Kingsbury                         | |
| Lawrenceville                     | École primaire Saint-Laurent |
| Maricourt                         | |
| Melbourne                         | |
| Racine                            | École primaire Notre-Dame-de-Montjoie |
| Richmond                          | École primaire du Plein-Cœur |
| Saint-Claude                      | École primaire Notre-Dame-du-Sourire |
| Sainte-Anne-de-la-Rochelle        | École primaire Notre-Dame-des-Érables |
| Saint-François-Xavier-de-Brompton | École primaire de l'Arc-en-Ciel |
| Ulverton                          | |
| Valcourt                          | |
| Valcourt                          | École primaire de la Chanterelle, École secondaire de l'Odyssée |
| Val-Joli                          | |
| Windsor                           | École primaire Saint-Gabriel, École primaire Saint-Philippe, École secondaire du Tournesol, Centre d'excellence en formation industrielle Pavillons Boisjoli & Morilac et Centre d'éducation des adultes des Sommets |

## Districts 3 et 4

### Memphrémagog
(sauf Orford, partie Est)
| Nom                        | Écoles                                  |
| -------------------------- | --------------------------------------- |
| Austin                     |                                         |
| Ayer's Cliff               | École primaire Saint-Barthélemy         |
| Bolton-Est                 |                                         |
| Eastman                    | École primaire du Val-de-Grâce          |
| Ogden                      |                                         |
| Orford                     |                                         |
| Potton                     | École primaire du Baluchon              |
| Saint-Benoît-du-Lac        |                                         |
| Sainte-Catherine-de-Hatley | École primaire Dominique-Savio          |
| Saint-Étienne-de-Bolton    |                                         |
| Stanstead                  |                                         |
| Stanstead                  | École primaire du Jardin-des-Frontières |
| Stukely-Sud                |                                         |

## Districts 5
| Magog | École primaire Brassard-Saint-Patrice, École primaire des Deux-Soleils, École primaire Saint-Jean-Bosco, École primaire Saint-Pie-X, École primaire Sainte-Marguerite, École secondaire La Ruche, Centre de formation professionnelle de Memphrémagog et Centre d'éducation des adultes des Sommets |